# Problepsis crassinotata
Problepsis crassinotata là một loài bướm đêm trong họ Geometridae.